# Saint-Étienne-du-Vauvray
Saint-Étienne-du-Vauvray és un municipi francès situat al departament de l'Eure i a la regió de Normandia. L'any 2007 tenia 706 habitants.

## Demografia

### Població
El 2007 la població de fet de Saint-Étienne-du-Vauvray era de 706 persones. Hi havia 284 famílies de les quals 56 eren unipersonals (28 homes vivint sols i 28 dones vivint soles), 96 parelles sense fills, 96 parelles amb fills i 36 famílies monoparentals amb fills.
La població ha evolucionat segons el següent gràfic:
Habitants censats

### Habitatges
El 2007 hi havia 304 habitatges, 283 eren l'habitatge principal de la família, 12 eren segones residències i 9 estaven desocupats. 298 eren cases i 1 era un apartament. Dels 283 habitatges principals, 240 estaven ocupats pels seus propietaris, 36 estaven llogats i ocupats pels llogaters i 7 estaven cedits a títol gratuït; 2 tenien una cambra, 5 en tenien dues, 55 en tenien tres, 77 en tenien quatre i 144 en tenien cinc o més. 219 habitatges disposaven pel capbaix d'una plaça de pàrquing. A 115 habitatges hi havia un automòbil i a 142 n'hi havia dos o més.

### Piràmide de població
La piràmide de població per edats i sexe el 2009 era:
| Homes | Edats   | Dones |
| ----- | ------- | ----- |
| 0     | 95 o +  | 0     |
| 0     | 90 a 94 | 0     |
| 4     | 85 a 89 | 4     |
| 8     | 80 a 84 | 4     |
| 12    | 75 a 79 | 16    |
| 12    | 70 a 74 | 0     |
| 20    | 65 a 69 | 32    |
| 24    | 60 a 64 | 24    |
| 16    | 55 a 59 | 20    |
| 20    | 50 a 54 | 8     |
| 24    | 45 a 49 | 28    |
| 40    | 40 a 44 | 40    |
| 32    | 35 a 39 | 36    |
| 24    | 30 a 34 | 24    |
| 8     | 25 a 29 | 12    |
| 0     | 20 a 24 | 12    |
| 28    | 15 a 19 | 36    |
| 32    | 10 a 14 | 16    |
| 28    | 5 a 9   | 16    |
| 20    | 0 a 4   | 12    |

## Economia
El 2007 la població en edat de treballar era de 465 persones, 368 eren actives i 97 eren inactives. De les 368 persones actives 338 estaven ocupades (183 homes i 155 dones) i 30 estaven aturades (10 homes i 20 dones). De les 97 persones inactives 42 estaven jubilades, 28 estaven estudiant i 27 estaven classificades com a «altres inactius».

### Ingressos
El 2009 a Saint-Étienne-du-Vauvray hi havia 277 unitats fiscals que integraven 712,5 persones, la mediana anual d'ingressos fiscals per persona era de 20.639 €.

### Activitats econòmiques
Dels 15 establiments que hi havia el 2007, 1 era d'una empresa extractiva, 1 d'una empresa de fabricació d'altres productes industrials, 6 d'empreses de construcció, 4 d'empreses de comerç i reparació d'automòbils, 1 d'una entitat de l'administració pública i 2 d'empreses classificades com a «altres activitats de serveis».
Dels 5 establiments de servei als particulars que hi havia el 2009, 1 era un paleta, 2 lampisteries, 1 empresa de construcció i 1 perruqueria.
L'any 2000 a Saint-Étienne-du-Vauvray hi havia 7 explotacions agrícoles que ocupaven un total de 198 hectàrees.

## Equipaments sanitaris i escolars
El 2009 hi havia una escola elemental.

## Poblacions més properes
El següent diagrama mostra les poblacions més properes.